# Rolieiro-oriental
O rolieiro-oriental (Eurystomus orientalis) é uma espécie de ave da família Coraciidae . Pode ser encontrado ao longo de uma área que vai da Austrália à Coreia, ao Japão e à Índia.